# De Tomaso Deauville
La De Tomaso Deauville est une berline de grand tourisme fabriquée par le constructeur italien De Tomaso de 1970 à 1988.

## Histoire
À la fin des années 1960, la Maserati Quattroporte I arrive en fin de carrière, sans modèle de remplacement annoncé (celui-ci arrivera seulement en 1974 avec la Quattroporte II, fabriquée seulement à 15 exemplaires) ; c'est à cette époque qu'Alejandro de Tomaso se met en tête de devenir l'unique constructeur de voitures de grand luxe italien.
C'est dans ce contexte que naît en 1971 la Deauville, une berline classique 4 portes à trois volumes, dessinée par Tom Tjaarda, designer de la carrozzeria Ghia. Cette grosse et luxueuse berline est destinée, selon la stratégie développée par le constructeur, à concurrencer directement Jaguar et Mercedes sur leur propre terrain. C'est effectivement la Jaguar XJ qui est l'inspiratrice de la nouvelle De Tomaso du point de vue gabarit de carrosserie.

## Première série
La voiture adopte des solutions techniques traditionnelles comme la propulsion arrière, un moteur V8 éprouvé, monté en long, des suspensions à quatre roues indépendantes et quatre puissants freins à disques auto-ventilés.
Le moteur est un Ford de 5 763 cm3, développant 300 ch, alimenté par un carburateur quadricorps Holey couplé à une boîte ZF à 5 vitesses ou, en option, une boîte automatique. La voiture dispose d'une finition de très haut niveau avec un tableau de bord en bois de noyer véritable, des fauteuils en velours ou en cuir. 
Présentée à l'automne 1970, la Deauville ne rencontre pas le succès attendu. Les raisons sont multiples : sa non-commercialisation aux États-Unis, un réseau de vente embryonnaire en Europe, le renoncement de Ford à distribuer le modèle dans son réseau contrairement aux accords signés entre les deux constructeurs, et son prix très élevé. En 1972, par exemple, son prix de base en Italie est de 6 500 000 lires sans les options obligatoires comme les vitres électriques, la finition cuir, la climatisation, les jantes en alliage etc., ce qui donne un prix minimal de 8 500 000 lires à comparer aux 5 575 000 lires que coûte alors une Mercedes 350 SE ou aux 5 870 000 lires de la Jaguar XJ6 4.2 De Luxe Automatique.

## L'évolution
Au cours de sa carrière, néanmoins longue de quatorze années, la Deauville ne reçoit que peu de modifications. La plus importante et la plus visible intervient en 1980 avec le remplacement des pare-chocs pour tenir compte de la réglementation, et des finitions intérieures.
En 1985, un exemplaire unique en version station wagon est réalisé à la demande exclusive de la famille De Tomaso.
La fabrication prend fin en 1988, après une production de 244 exemplaires.